# 3D Realms

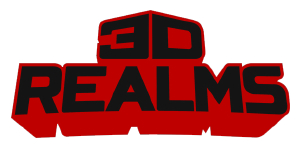
Logo 3D Realms

3D Realms (nazwa oficjalna Apogee Software, Ltd.) – amerykańska firma z siedzibą w Garland koło Dallas w stanie Teksas, założona w 1987 i zajmująca się produkcją i wydawaniem gier komputerowych. 8 maja 2009 roku na stronie głównej firmy pojawił się artykuł "Goodbye", sugerujący zakończenie działalności 3D Realms. 18 maja 2009 jego szef, George Broussard napisał w oświadczeniu: "[...] 3D Realms nie zostało zamknięte i nie będzie zamknięte". W 2014 roku przedsiębiorstwo zostało zakupione przez SDN Invest, właściciela Interceptor Entertainment (w późniejszym okresie studio zmieniło nazwę na Slipgate Ironworks). Studio Interceptor Entertainment odpowiedzialne było m.in. za remake Rise of the Triad.
Nazwa 3D Realms powstała w 1994 roku i miała obejmować gry studia Apogee Software w środowisku 3D. Jednak z czasem rynek ewoluował w stronę gier tego typu i od 1996 Apogee znana jest jako 3D Realms. Przedsiębiorstwo jest twórcą takich tytułów jak Duke Nukem 3D, Shadow Warrior i Max Payne.

## Produkcja
- 1996 – Duke Nukem 3D
- 1997 – Shadow Warrior

## Wydawanie i produkcja
- 1995 – Terminal Velocity – Terminal Reality
- 1997 – Duke Nukem 64 – Eurocom
- 1997 – Duke Nukem: Total Meltdown – Aardvark Software
- 1998 – Duke Nukem: Time to Kill – N-Space
- 1999 – Duke Nukem: Zero Hour – Eurocom
- 1999 – Duke Nukem (Game Boy Color) – Torus Games
- 2000 – Duke Nukem: Land of the Babes – N-Space
- 2002 – Duke Nukem: Manhattan Project – ARUSH Entertainment/Sunstorm Interactive
- 2003 – Duke Nukem Advance – Torus Games
- 2004 – Duke Nukem Mobile – Machine Works Northwest/Tapwave
- 2005 – Duke Nukem Mobile II: Bikini Project – Machine Works Northwest
- 2005 – Duke Nukem Mobile 3D – Machine Works Northwest
- 2006 – Prey – Human Head Studios
- 2011 – Duke Nukem Forever – Gearbox Software
- 2016 – Bombshell – Interceptor Entertainment[5]
- 2017 – Rad Rodgers – Interceptor Entertainment[6]
- 2018 – Graveball – Goin' Yumbo Games[7]
- 2018 – ZiQ – Midnight Sea[8]
- 2019 – Ion Fury (wcześniej jako Ion Maiden) – Voidpoint[9][10]
- we wczesnym dostępie – Wrath: Aeon of Ruin – KillPixel[11]
- 2020 – Ghostrunner – One More Level, Slipgate Ironworks[12]
- w produkcji – Core Decay –  Ivar Hill, Slipgate Ironworks[13]
- w produkcji – Graven –  Slipgate Ironworks, 1C Entertainment[14]